# Abrantes
Abrantes é uma cidade portuguesa de 16802 habitantes (2021), do distrito de Santarém, na província do Ribatejo. Integra a região do Oeste e Vale do Tejo, NUT3 do Médio Tejo.
A cidade situa-se junto ao rio Tejo, na sua margem direita.
É sede do Município de Abrantes com 714,69 km² de área e 34 351 habitantes (censo de 2021), sendo subdividido em 13 freguesias. A densidade demográfica é de 55,02 hab./km². O município é limitado a norte pelos municípios de Vila de Rei, Sardoal e Mação, a leste por Gavião, a sul por Ponte de Sor e a oeste por Chamusca, Constância, Vila Nova da Barquinha e Tomar.

## Etimologia
Discute-se a origem deste topónimo. Poderá vir de um hipotético Aurantes, derivado do latim aurum, através de Aulantes, forma que aparece num documento de 1176. Esta hipótese é justificada pelo ouro que o rio Tejo deixava, noutros tempos, nas suas praias e ribeiras. Será aparentado com o português arcaico brança, 'palha de milho', ou branza, 'caruma de pinheiro'. A existência de três lugares, no concelho de Abrantes, chamados Abrançalha (talvez de Abrantialia, 'molho de branças') parece apoiar a segunda conjetura.

## História
- Em 1173 Dom Afonso Henriques doa o Castelo de Abrantes e o seu termo à Ordem de Santiago.
- 1179: Cerco a Abrantes pelo Califado Almóada. Primeiro foral de Abrantes, concedido por Dom Afonso Henriques.
- 1217: Confirmação do foral por D. Afonso II.
- Em 1385 Abrantes serviu de ponto de encontro entre as tropas de Nuno Álvares Pereira e de D. João I, antes de partirem para a Batalha de Aljubarrota.
- Em 1471 D. Lopo de Almeida é nomeado 1.º Conde de Abrantes[8].
- Em 1518 é reformulado o Foral de Abrantes por D. Manuel I.
- 1807: Abrantes é ocupada pelas tropas do General Junot, a quem Napoleão Bonaparte concedeu o título de Duque de Abrantes.
- 7 de Novembro de 1862: inauguração da linha ferroviária do Leste.
- Em 1870 foi concluída a ponte rodoviária sobre o Tejo; a ponte ferroviária foi inaugurada em 1889.
- Em 1891 entrou em funcionamento a Linha da Beira Baixa.
- Em 1916, Abrantes foi elevada à categoria de cidade.

## Freguesias

Freguesias do município de Abrantes.

O Município de Abrantes está dividido em 13 freguesias:
- Abrantes (São Vicente e São João) e Alferrarede (sede)
- Aldeia do Mato e Souto
- Alvega e Concavada
- Bemposta
- Carvalhal
- Fontes
- Martinchel
- Mouriscas
- Pego
- Rio de Moinhos
- São Facundo e Vale das Mós
- São Miguel do Rio Torto e Rossio ao Sul do Tejo (urbana)
- Tramagal

## Geografia
A cidade de Abrantes ergue-se numa colina na margem direita do rio Tejo, à altitude média de 100 m, dominando todo o vale desde o oeste de Belver, concelho do Gavião, até ao município de Constância. A cidade está ligada à margem esquerda do rio Tejo por uma ponte rodoviária e uma ponte ferroviária. A ponte rodoviária é um elo de ligação fundamental entre a parte norte do concelho de Abrantes, situada na margem direita do rio, e a parte sul, na margem esquerda.

## Economia

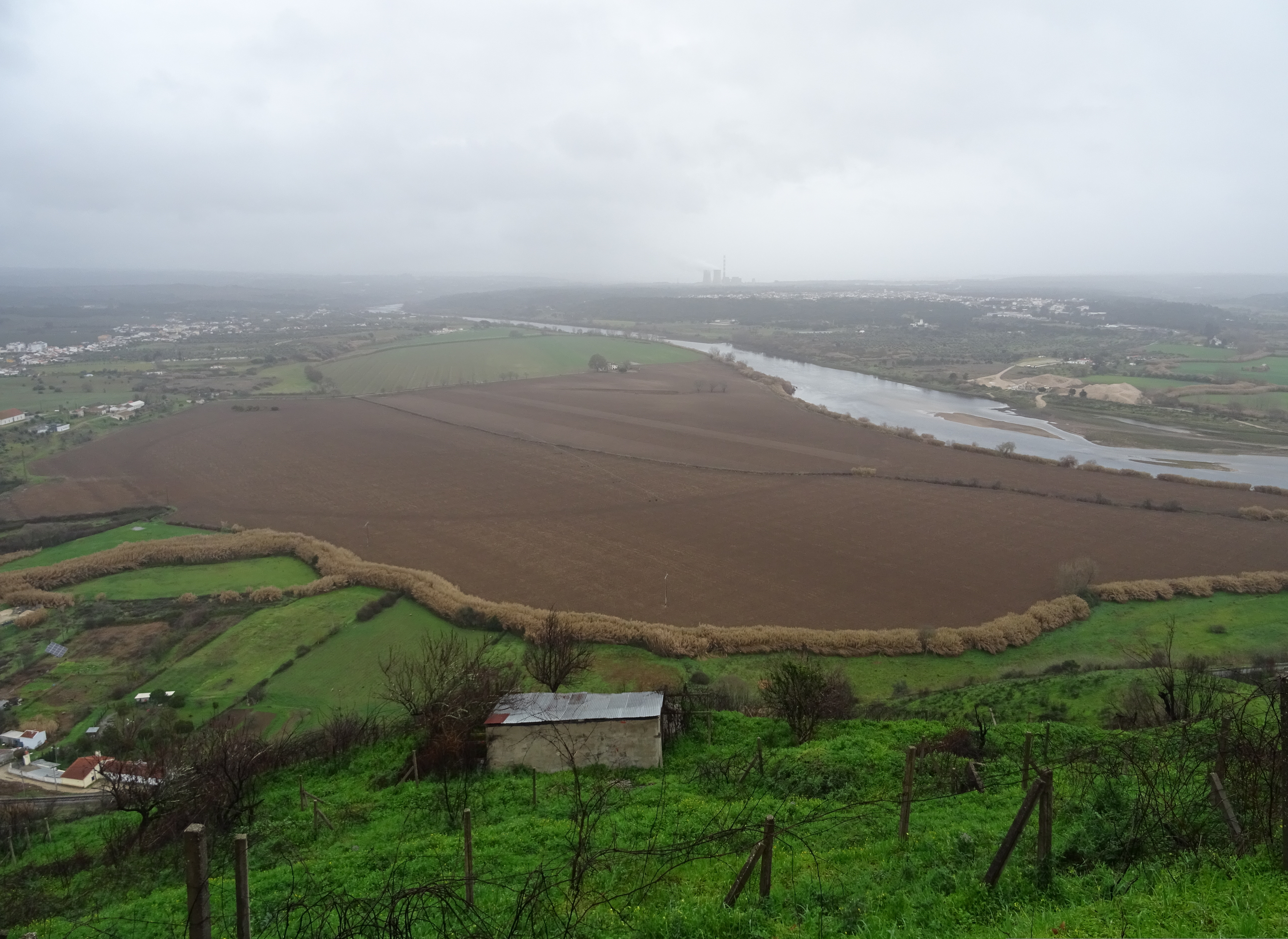
Campos de exploração Agrícola em Alferrarede com a central Termoeléctrica à distância. Vista do miradouro do Castelo de Abrantes

A cidade de Abrantes é pólo comercial e indústria da fértil região agrícola adjacente. Tem indústria metalúrgica e metalomecânica de importância nacional, como a Mitsubishi Fuso Truck Europe.
Em Abrantes localiza-se a Tejo-Energia, com uma central termoelétrica no Pego, sendo a maior empresa do distrito de Santarém.

## Património

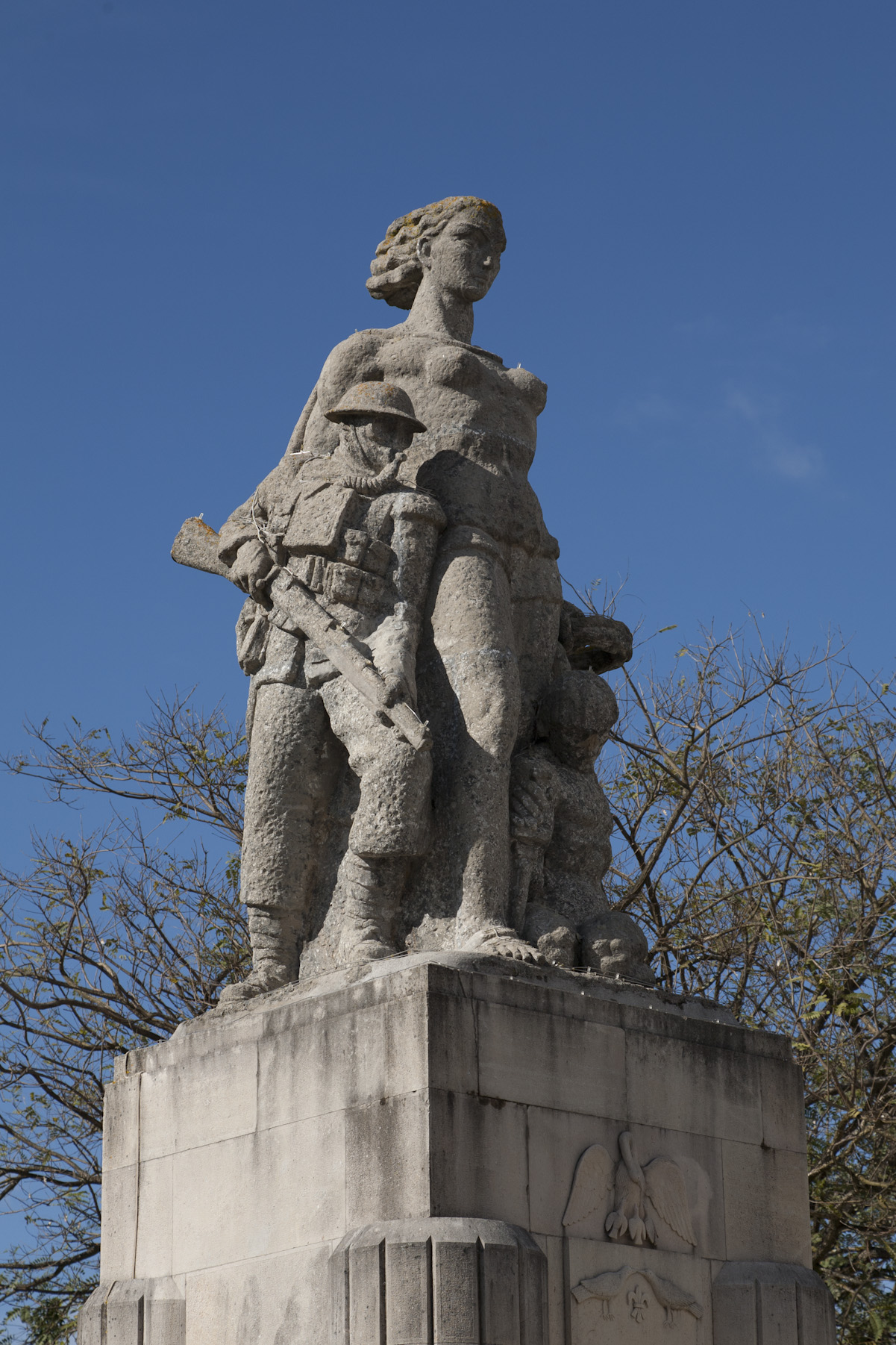
Ruy Roque Gameiro, Monumento aos Mortos pela Pátria 1914-1918, 1930

Na cidade de Abrantes podemos visitar os seguintes monumentos:
- Castelo de Abrantes
- Igreja de Santa Maria do Castelo
- Igreja de São Vicente
- Igreja de São João Baptista
- Igreja da Misericórdia
- Capela de Santa Ana
- Convento de São Domingos
- Convento da Esperança
- Capela de São Lourenço
- Monumento aos Mortos pela Pátria, 1914–1918, 1930, de Ruy Roque Gameiro
- Mourões

## População
★ Por decreto de 21 de novembro de 1895 as freguesias de Aboboreira e Penhascoso, deste concelho, passaram a fazer parte dos concelhos de Mação e Sardoal. A freguesia de Penhascoso, que tinha ficado a pertencer ao concelho de Sardoal, passou a fazer parte do concelho de Mação (decreto de 13 de janeiro de 1898) 
| Total de habitantes residentes | Total de habitantes residentes | Total de habitantes residentes | Total de habitantes residentes | Total de habitantes residentes | Total de habitantes residentes | Total de habitantes residentes | Total de habitantes residentes | Total de habitantes residentes | Total de habitantes residentes | Total de habitantes residentes | Total de habitantes residentes | Total de habitantes residentes | Total de habitantes residentes | Total de habitantes residentes | Total de habitantes residentes | Total de habitantes residentes |
| ------------------------------ | ------------------------------ | ------------------------------ | ------------------------------ | ------------------------------ | ------------------------------ | ------------------------------ | ------------------------------ | ------------------------------ | ------------------------------ | ------------------------------ | ------------------------------ | ------------------------------ | ------------------------------ | ------------------------------ | ------------------------------ | ------------------------------ |
| 1864                           | 1878                           | 1890                           | 1900                           | 1911                           | 1920                           | 1930                           | 1940                           | 1950                           | 1960                           | 1970                           | 1981                           | 1991                           | 2001                           | 2011                           | 2021                           |                                |
| 20 303                         | 22 170                         | 24 671                         | 27 453                         | 32 322                         | 34 367                         | 39 327                         | 45 332                         | 48 925                         | 51 869                         | 48 675                         | 48 653                         | 45 697                         | 42 235                         | 39 325                         | 34 329                         |                                |
|                                | +9%                            | +11%                           | +11%                           | +18%                           | +6%                            | +14%                           | +15%                           | +8%                            | +6%                            | -6%                            | 0%                             | -6%                            | -8%                            | -7%                            | -13%                           |                                |

| Número de habitantes por grupo etário | Número de habitantes por grupo etário | Número de habitantes por grupo etário | Número de habitantes por grupo etário | Número de habitantes por grupo etário | Número de habitantes por grupo etário | Número de habitantes por grupo etário | Número de habitantes por grupo etário | Número de habitantes por grupo etário | Número de habitantes por grupo etário | Número de habitantes por grupo etário | Número de habitantes por grupo etário | Número de habitantes por grupo etário | Número de habitantes por grupo etário | Número de habitantes por grupo etário |
| ------------------------------------- | ------------------------------------- | ------------------------------------- | ------------------------------------- | ------------------------------------- | ------------------------------------- | ------------------------------------- | ------------------------------------- | ------------------------------------- | ------------------------------------- | ------------------------------------- | ------------------------------------- | ------------------------------------- | ------------------------------------- | ------------------------------------- |
|                                       | 1900                                  | 1911                                  | 1920                                  | 1930                                  | 1940                                  | 1950                                  | 1960                                  | 1970                                  | 1981                                  | 1991                                  | 2001                                  | 2011                                  | 2021                                  |                                       |
| 0–14 Anos                             | 9 293                                 | 10 379                                | 10 765                                | 12 509                                | 13 699                                | 13 042                                | 13 833                                | 12 535                                | 10 582                                | 7 406                                 | 5 443                                 | 4 947                                 | 3 514                                 |                                       |
| 15–24 Anos                            | 4 671                                 | 6 236                                 | 5 921                                 | 7 446                                 | 8 389                                 | 9 092                                 | 8 299                                 | 7 395                                 | 7 574                                 | 6 743                                 | 5 141                                 | 3 510                                 | 3 207                                 |                                       |
| 25–64 Anos                            | 11 068                                | 12 695                                | 13 761                                | 16 235                                | 18 781                                | 21 744                                | 24 684                                | 22 650                                | 23 081                                | 22 833                                | 21 643                                | 20 624                                | 16 921                                |                                       |
| = ou > 65 Anos                        | 1 871                                 | 1 977                                 | 2 315                                 | 2 944                                 | 3 248                                 | 3 898                                 | 5 053                                 | 6 095                                 | 7 416                                 | 8 715                                 | 10 008                                | 10 244                                | 10 687                                |                                       |

(Obs: De 1900 a 1950 os dados dos grupos etários referem-se à população "de facto", ou seja, aos habitantes que estavam presentes no município à data em que os censos se realizaram, mesmo que ali não tivessem residência oficial. Daí que se registem algumas diferenças relativamente à designada população residente)

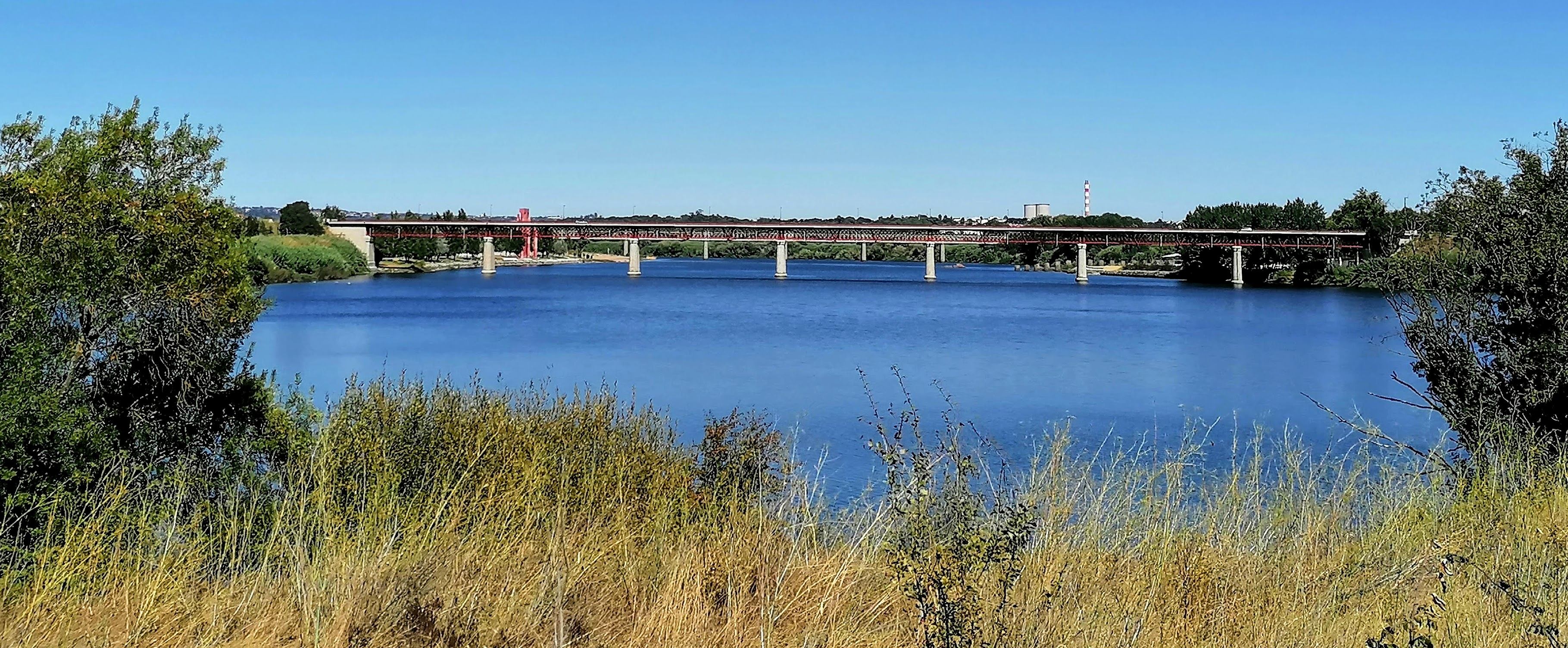
Ponte rodoviária sobre o rio Tejo, junto a Abrantes

## Gastronomia
As principais especialidades locais são doçarias: Palha de Abrantes, lampreia de ovos, bolo real, broas de Abrantes, paraísos, queijos-do-céu, tigeladas.

No peixe, destaca-se a açorda de sável, arroz de lampreia, peixe do rio frito e achigã grelhado. É notável uma maior variedade nos pratos de peixe, este facto acontece devido à proximidade da cidade ao rio Tejo, tendo Abrantes uma ligação especial aos pratos de peixe.

Na carne encontra-se o cabrito assado no forno e o entrecosto com migas carvoeiras.

## Artesanato
Na zona de Abrantes mantêm-se em actividade ofícios de cesteiros, esparteiros, oleiros e tecelões.

## Cultura e lazer
- MIAA - Museu Ibérico de Arqueologia e Arte de Abrantes
- Museu Municipal D. Lopo de Almeida
- Museu Metalúrgica Duarte Ferreira (Tramagal)
- Jardim de Esculturas de Ferro ao Ar Livre
- Aquapólis - Parque Urbano Ribeirinho de Abrantes
- Biblioteca Municipal António Botto
- Cine-teatro São Pedro
- Galeria municipal de Arte “Quartel”
- Posto de Turismo
- Parque de São Lourenço
- Praia Fluvial da Aldeia do Mato
- Skate Park - Castelo de Abrantes
- Estádio Municipal - Cidade Desportiva (Futebol Atletismo)
- Campo de Basebol Cidade Desportiva
- Kartódromo de Abrantes - Rossio ao Sul do Tejo
- Albufeira de Castelo Bode - para atividades como a vela, canoagem, kayaks, windsurf e pesca.

## Feiras, festas e romarias
- A sua feira anual de São Matias decorre de 24 de Fevereiro até ao 1º domingo de Março.
- As festas do concelho decorrem de 9 a 14 de Junho (14 de Junho - Feriado Municipal).
- Feira Nacional de Doçaria Tradicional, organizada pela TAGUS - Ribatejo Interior e a Câmara Municipal. Centro Histórico no último fim-de-semana de Outubro
- A Feira da Ladra Numismática decorre aos primeiros sábados de cada mês, na Praça Barão da Batalha.
- Feira Franca - Centro Histórico - 5º sábado - realiza-se no último sábado dos meses com 5 sábados
- fESTA - Festival de Tunas Mistas organizado pela EstaTuna, tuna da Escola Superior de Tecnologia de Abrantes.

## Educação
- Escola Superior de Tecnologia de Abrantes: Rua 17 de Agosto de 1808 - Abrantes
- Escola Secundária Dr. Solano de Abreu: Avenida das Forças Armadas - Abrantes
- Escola Profissional de Desenvolvimento Rural de Abrantes:Herdade da Murteira - Mouriscas
- Escola Secundária c/ 2º e 3.º CEB Dr. Manuel Fernandes: Rua General Humberto Delgado - Abrantes
- EB 2,3 D. Miguel de Almeida - Abrantes
- EB 2,3 e Secundária Octávio Duarte Ferreira - Tramagal
- E ainda EB 1 em Abrantes, Chainça, Rossio ao Sul do Tejo, São Miguel do Rio Torto, Tramagal, Bemposta, São Facundo, Vale das Mós, Pego, Concavada, Alvega, Mouriscas, Alferrarede, Carvalhal, Souto, Fontes, Martinchel e Rio de Moinhos.

## Personalidades ilustres
- Manuel Rodrigues Júnior (Ministro da Justiça no Estado Novo).
- Eduardo Catroga (Ministro das Finanças do XII Governo Constitucional).
- Maria de Lourdes Pintasilgo (Primeira-Ministra do V Governo Constitucional).
- António Botto (Poeta, contista e dramaturgo).
- António Augusto da Silva Martins (Médico).
- Francisco Alves da Silva Taborda (Ator).
- Nuno Janeiro (Ator).

## Política

### Eleições autárquicas[14]
| Data | %     | V     | %       | V       | %             | V             | %    | V    | %          | V          | %              | V        | %              | V      | %              | V      | %              | V   | %              | V  | %   | V   | %   | V   | %   | V   | %   | V   | %  | V  | Participação |                |
| Data | PS    | PS    | PPD/PSD | PPD/PSD | FEPU/APU/ CDU | FEPU/APU/ CDU | GDUP | GDUP | PCTP/ MRPP | PCTP/ MRPP | PCP (ml)       | PCP (ml) | CDS-PP         | CDS-PP | UDP/BE         | UDP/BE | PDC            | PDC | AD             | AD | PRD | PRD | PSN | PSN | PSR | PSR | GCE | GCE | CH | CH | Participação |                |
| ---- | ----- | ----- | ------- | ------- | ------------- | ------------- | ---- | ---- | ---------- | ---------- | -------------- | -------- | -------------- | ------ | -------------- | ------ | -------------- | --- | -------------- | -- | --- | --- | --- | --- | --- | --- | --- | --- | -- | -- | ------------ | -------------- |
| Data | 1976  | 41,81 | 4       | 26,19   | 2             | 17,54         | 1    | 4,76 | -          | 2,44       | -              | 1,23     | -              |        |                |        |                |     |                |    |     |     |     |     |     |     |     |     |    |    |              | 56,69 / 100,00 |
| 1979 | 38,86 | 3     | 23,86   | 2       | 19,60         | 2             |      |      |            |            |                |          | 8,93           | -      | 2,97           | -      | 1,48           | -   | 65,19 / 100,00 |    |     |     |     |     |     |     |     |     |    |    |              |                |
| 1982 | 42,90 | 4     | AD      | AD      | 17,80         | 1             | AD   | AD   | 2,13       | -          |                |          | 32,10          | 2      | 58,17 / 100,00 |        |                |     |                |    |     |     |     |     |     |     |     |     |    |    |              |                |
| 1985 | 38,59 | 3     | 21,29   | 2       | 16,79         | 1             | 4,09 | -    | 0,96       | -          |                |          | 14,11          | 1      | 63,27 / 100,00 |        |                |     |                |    |     |     |     |     |     |     |     |     |    |    |              |                |
| 1989 | 31,66 | 2     | 33,31   | 3       | 23,83         | 2             |      |      | 2,83       | -          | 3,16           | -        | 60,85 / 100,00 |        |                |        |                |     |                |    |     |     |     |     |     |     |     |     |    |    |              |                |
| 1993 | 47,72 | 4     | 25,62   | 2       | 15,73         | 1             | 3,39 | -    |            |            |                |          | 0,83           | -      | 64,26 / 100,00 |        |                |     |                |    |     |     |     |     |     |     |     |     |    |    |              |                |
| 1997 | 55,93 | 5     | 27,07   | 2       | 9,37          | -             |      |      | 1,61       | -          | 0,30           | -        | 1,10           | -      | 59,42 / 100,00 |        |                |     |                |    |     |     |     |     |     |     |     |     |    |    |              |                |
| 2001 | 47,65 | 4     | 27,39   | 2       | 10,65         | 1             | 6,70 | -    | 2,88       | -          |                |          | BE             | BE     | 57,94 / 100,00 |        |                |     |                |    |     |     |     |     |     |     |     |     |    |    |              |                |
| 2005 | 48,84 | 5     | 29,26   | 2       | 8,68          | -             | 2,86 | -    | 5,35       | -          | 60,89 / 100,00 |          | BE             | BE     |                |        |                |     |                |    |     |     |     |     |     |     |     |     |    |    |              |                |
| 2009 | 40,50 | 4     | 23,64   | 2       | 7,01          | -             | 3,36 | -    | 5,32       | -          | 16,99          | 1        | BE             | BE     | 60,79 / 100,00 |        |                |     |                |    |     |     |     |     |     |     |     |     |    |    |              |                |
| 2013 | 47,35 | 5     | 18,61   | 1       | 13,18         | 1             | 5,98 | -    | 6,51       | -          |                |          | BE             | BE     | 51,92 / 100,00 |        |                |     |                |    |     |     |     |     |     |     |     |     |    |    |              |                |
| 2017 | 51,73 | 5     | 15,05   | 1       | 9,39          | -             | 5,39 | -    | 10,77      | 1          | 53,77 / 100,00 |          | BE             | BE     |                |        |                |     |                |    |     |     |     |     |     |     |     |     |    |    |              |                |
| 2021 | 55,79 | 5     | 14,06   | 1       | 5,23          | -             |      |      | 6,21       | -          | 9,40           | 1        | BE             | BE     | 5,30           | -      | 54,58 / 100,00 |     |                |    |     |     |     |     |     |     |     |     |    |    |              |                |

### Eleições legislativas
| Data | %     | %     | %     | %     | %     | %     | %        | %     | %     | %     | %    | %   | %       | % | %  | %  |
| Data | PS    | PSD   | PCP   | CDS   | UDP   | AD    | APU/ CDU | FRS   | PRD   | PSN   | BE   | PAN | PSD CDS | L | CH | IL |
| ---- | ----- | ----- | ----- | ----- | ----- | ----- | -------- | ----- | ----- | ----- | ---- | --- | ------- | - | -- | -- |
| 1976 | 47,55 | 14,02 | 13,49 | 10,02 | 2,79  |       |          |       |       |       |      |     |         |   |    |    |
| 1979 | 28,76 | AD    | APU   | AD    | 4,16  | 35,19 | 22,61    |       |       |       |      |     |         |   |    |    |
| 1980 | FRS   | AD    | APU   | AD    | 2,12  | 35,36 | 18,87    | 34,98 |       |       |      |     |         |   |    |    |
| 1983 | 45,05 | 18,70 | APU   | 7,80  | 1,66  |       | 19,74    |       |       |       |      |     |         |   |    |    |
| 1985 | 18,04 | 20,53 | APU   | 6,89  | 1,77  | 15,34 | 31,70    |       |       |       |      |     |         |   |    |    |
| 1987 | 25,04 | 41,91 | CDU   | 3,61  | 1,54  | 11,43 | 9,25     |       |       |       |      |     |         |   |    |    |
| 1991 | 33,71 | 44,26 | CDU   | 3,13  |       | 8,62  | 1,33     | 2,48  |       |       |      |     |         |   |    |    |
| 1995 | 54,22 | 25,64 | CDU   | 6,61  | 0,88  | 7,68  |          | 0,47  |       |       |      |     |         |   |    |    |
| 1999 | 53,21 | 24,12 | CDU   | 6,80  |       | 8,88  | 0,37     | 2,45  |       |       |      |     |         |   |    |    |
| 2002 | 46,91 | 30,32 | CDU   | 7,79  | 7,34  |       | 3,15     |       |       |       |      |     |         |   |    |    |
| 2005 | 54,32 | 20,18 | CDU   | 5,35  | 7,14  | 7,52  |          |       |       |       |      |     |         |   |    |    |
| 2009 | 39,01 | 22,36 | CDU   | 9,69  | 8,25  | 13,80 |          |       |       |       |      |     |         |   |    |    |
| 2011 | 32,39 | 31,10 | CDU   | 12,04 | 7,90  | 7,15  | 0,84     |       |       |       |      |     |         |   |    |    |
| 2015 | 39,71 | CDS   | CDU   | PSD   | 8,48  | 12,50 | 1,23     | 28,71 | 0,50  |       |      |     |         |   |    |    |
| 2019 | 41,66 | 19,05 | CDU   | 3,81  | 6,89  | 13,44 | 2,72     |       | 0,98  | 2,45  | 0,62 |     |         |   |    |    |
| 2022 | 46,18 | 21,04 | CDU   | 1,37  | 5,24  | 6,10  | 1,11     | 0,93  | 11,32 | 3,20  |      |     |         |   |    |    |
| 2024 | 32,36 | AD    | CDU   | AD    | 21,25 | 4,09  | 5,61     | 1,61  | 2,44  | 24,38 | 3,14 |     |         |   |    |    |

## Geminações
A cidade de Abrantes está geminada com:
- Parthenay, Deux-Sèvres, França (desde 16 de Abril de 1994)
- São Nicolau, Cabo Verde (desde 7 de Julho de 1998)
- Cáceres, Espanha (desde 25 de Maio de 2005)
- Grindavik, Islândia (desde 25 de Agosto de 2005)
- Hitoyoshi, Kumamoto, Japão (desde 24 de Setembro de 2009)

Tem intercâmbios  bilaterais com as seguintes cidades geminadas com Parthenay:
- Arnedo, La Rioja, Espanha
- Weinstadt, Baden-Württemberg, Alemanha
- Tipperary, Condado de Tipperary, Irlanda